# 홍석조
홍석조(洪錫肇, 본래 1953년 1월 8일 음력 1952년 12월 ~ )는 대한민국의 전직 법조인이자 기업인으로, BGF리테일 회장이다.

## 학력
- 경기고등학교 졸업
- 서울대학교 법학 학사
- 하버드 대학교 대학원 법학 석사

## 생애
경기고등학교와 서울대학교를 졸업하였다. 1976년 18회 사법시험에 합격하여 1981년 서울지방검찰청검사에 임용되었다.
1987년 11월 25일에 재단법인 중산육영회 부설 아세아정책연구원(원장 민관식)이 마련한 사할린 잔류 한인 귀환 문제 현황과 법적 측면이라는 주제의 국제 세미나에서"우리가 귀환에 관심을 두고 있는 사할린 잔류 한인의 범위를 어떻게 정할 것인가 하는 점인데 국적문제를 무시하고 한국 방문과 가족 상봉을 원하는 모든 사람을 귀환대상자에 포함시켜야 할 것이고 사할린 거주 한인1세들의 고령화로 시일이 갈수록 이들의 귀환 문제는 의미가 없어진다는 것이며 사할린을 자국 영토로 편입한 소련과 외교관계를 맺지 않다"는 내용으로 <사할린 한인 귀환에 관련된 제 문제 및 대책>이라는 주제 발표하였다.
서울지방검찰청 검사로 있던 1990년 4월 20일에 여직원 폭행 혐의로 불구속입건되어 출국정지됐던 파리바은행 서울지점장 알랭 드상투에 대해 출국을 허용하였다. 이에 대해 고발인은 "검사가 '지점장이 도망가는 모습으로 사건이 해결되는 게 좋지 않느냐'고 말했다"면서 "검찰이 시민의 권리보호를 포기한 만큼 21일 공항에 나가 내가 직접 출국을 저지하겠다"고 했다.
서울지방검찰청 형사6부 부장검사로 재직하던 1997년 12월 16일에 일부 생필품을 중심으로 가격인상과 함께 사재기 현상이 벌어지고 있는 것과 관련하여 "경찰, 서울시 등과 함께 물가 사범에 대한 특별단속에 들어갔다"고 하면서  "도매업자가 폭리를 취하기 위해 매점매석하거나 판매를 기피하는 행위, 사업자끼리 가격을 담합하는 행위, 각종 사업자단체에서 소속 사업자에게 가격담합을 종용하는 행위 등을 단속한 뒤에 대한민국 공정거래위원회에 통보하고 고발조치할 방침이다"고 했다.

광주고등검찰청 검사장으로 있던 홍석조는 2006년 노회찬 의원아 공개한 '안기부 X파일'에서 실명이 공개되면서 검찰을 떠났다. 이후 2007년 3월 보광훼미리마트 대표이사 회장에 취임했으며, 보유주식은 167만 9442주(32%)로 최대 주주이다.

## 가족 관계
- 아버지 홍진기(洪璡基, 1917년 3월 17일 ~ 1986년 7월 13일) 중앙일보 대표이사회장, 법무부 장관.
- 어머니 김윤남(金允楠, 1924년 6월 25일 ~ 2013년 6월 5일)
  - 누님 홍라희(洪羅喜, 1945년 7월 15일 ~ ) - 前 삼성미술관 리움 관장
  - 매형 이건희(李健熙, 1942년 1월 9일 ~ 2020년 10월 25일) - 삼성전자 회장
  - 조카 이재용 1968년 6월 23일~), 이서현 (1973년), 이부진
  - 형님 홍석현(洪錫炫, 1949년 10월 20일 ~ ) - 중앙홀딩스 회장, 중앙일보 회장, 주미 대사 , 한반도평화만들기 이사장
  - 형수 신연균(申硯均) - 신직수 법무부 장관의 영애
  - 아내 양경희
    - 아들 홍정국(洪正國) - BGF리테일 대표이사 ,며느리 :구희나[8]
    - 아들 홍정혁 BGF에코바이오 대표이사

  - 남동생 홍석준(洪錫埈, 1954년 9월 17일 ~ )[9] - 보광창업투자 회장
  - 남동생 홍석규(洪錫珪, 본래 1956년 1월 15일 음력 1955년 12월  ~ ) - 휘닉스소재 대표이사
  - 여동생 홍라영(洪羅玲, 본래 1960년 1월 10일 음력 1959년 12월 ~ ) - 삼성미술관 리움 총괄부관장, 삼성문화재단 상무
  - 매제 노철수(盧哲秀, 1956년 7월 27일 ~ ) - 애미커스 회장
  - 사돈 구자용(具滋溶, 1955년 3월 27일 ~ ) - LS네트웍스 회장

## 경력
- 1981년 서울지방검찰청 검사
- 1983년 대전지방검찰청 천안지청 검사
- 1985년 서울지방검찰청 동부지청 검사
- 1993년 대검찰청 기획과장
- 1995년 대검찰청 검찰2과장
- 1998년 전주지방검찰청 군산지청장
- 1999년 부산지방검찰청 2차장검사
- 2003년 법무부 검찰국장
- 2003년 법무부 검찰인사위원회 위원
- 2004년 2월 1일 ~ 2005년 4월 7일 제21대 인천지방검찰청 검사장
- 2005년 4월 8일 ~ 2006년 1월 26일 제35대 광주고등검찰청 검사장
- 2007년 3월 보광훼미리마트 대표이사 회장
- 2011년 11월 ~ 2017년 11월 국립중앙박물관회 부회장
- 2012년 4월 ~ 한국유니세프 한국위원회 부회장
- 2012년 6월 ~ 모나코 명예영사
- 2016년 3월 ~ 2018년 12월 한국기원 이사
- 2016년 5월 ~ 홍진기법률연구재단 이사장
- 2017년 11월 ~ 2020년 11월 국립중앙박물관회 이사
- 2017년 11월 ~ BGF리테일 회장
- 서울대학교 총동창회 상임부회장